# Daniele Verde
Daniele Verde (Nápoles, Italia, 20 de junio de 1996) es un jugador de fútbol italiano. Juega de delantero y su equipo es la U. S. Salernitana 1919 de la Serie B de [Italia]].

## Trayectoria
Nacido en Nápoles, estuvo la categoría Primavera de la  A. S. Roma, equipo que se clasificó para los octavos de final de la Liga Juvenil de la UEFA 2014-15, terminando segundo en su grupo. Marcó dos goles en la fase de grupos, en el partido contra el PFC CSKA Moscú.
Hizo su debut profesional el 17 de enero de 2015, en la Serie A, en un partido contra la U. S. Palermo, entrando por Juan Iturbe a los 75 minutos de partido, encuentro que terminó 1-1. El 8 de febrero siguiente fue titular por primera vez, jugando 90 minutos en el triunfo por 2-1 al Cagliari Calcio, con goles de Adem Ljajić y Leandro Paredes.
El 9 de julio de 2015 fue cedido al Frosinone Calcio. El 9 de enero de 2016 decidieron cederlo al Delfino Pescara 1936 hasta final de temporada. El 15 de julio siguiente fue cedido a la U. S. Avellino, donde marcó ocho goles en 32 partidos. 
Durante la temporada 2017-18 estuvo cedido en el Hellas Verona.
En agosto de 2018 firmó, cedido con opción de compra, por el Real Valladolid Club de Fútbol de la Primera División de España.
Su primer gol lo marcó frente al R. C. D. Espanyol en su 5.º partido, de falta directa y logrando el empate a 1.
En julio de 2019 abandonó la Roma y fue traspasado al AEK F. C. griego. Tras una temporada, en septiembre de 2020 regresó a Italia para jugar cedido en el Spezia Calcio. El acuerdo incluyó una opción de compra obligatoria en caso de lograr la permanencia. La consiguieron y en tres años en Serie A jugó 80 partidos y marcó 17 goles. Siguió una cuarta campaña antes de ser prestado a la U. S. Salernitana 1919 en agosto de 2024.

## Selección nacional
El 29 de septiembre de 2014 recibió su primera convocatoria por la selección de fútbol sub-19 de Italia, convocatoria para el Campeonato de Europa Sub-19 de la UEFA 2015. En la fase de clasificación jugó contra Armenia, Serbia y San Marino en octubre de 2014. Italia sub-19 se clasificó para la ronda élite que se jugó en el 2015, anotando en la victoria por 3-0 ante Armenia el 10 de octubre de 2014.

## Clubes
| Club                            | País   | Año       |
| ------------------------------- | ------ | --------- |
| A. S. Roma                      | Italia | 2014-2019 |
| Frosinone Calcio (cedido)       | Italia | 2015-2016 |
| Delfino Pescara 1936 (cedido)   | Italia | 2016      |
| U. S. Avellino 1912 (cedido)    | Italia | 2016-2017 |
| Hellas Verona (cedido)          | Italia | 2017-2018 |
| Real Valladolid C. F. (cedido)  | España | 2018-2019 |
| AEK F. C.                       | Grecia | 2019-2021 |
| Spezia Calcio (cedido)          | Italia | 2020-2021 |
| Spezia Calcio                   | Italia | 2021-act. |
| U. S. Salernitana 1919 (cedido) | Italia | 2024-act. |